# 3840 Mimistrobell
3840 Mimistrobell је астероид главног астероидног појаса чија средња удаљеност од Сунца износи 2,249 астрономских јединица (АЈ).
Апсолутна магнитуда астероида је 13,2.